# Serra de Meianers
La Serra de Meianers és una serra situada al municipi de Llanars a la comarca del Ripollès, amb una elevació màxima de 1.791 metres.